# Stipa ichu
Stipa ichu är en gräsart som först beskrevs av Hipólito Ruiz López och Pav, och fick sitt nu gällande namn av Carl Sigismund Kunth. Stipa ichu ingår i släktet fjädergrässläktet, och familjen gräs. Inga underarter finns listade i Catalogue of Life.